# Chamery
Chamery est une commune française située dans le département de la Marne, en région Grand Est.
Elle est traversée par la route touristique du Champagne de la montagne de Reims et fait partie du parc naturel régional de la Montagne de Reims.
Le nom des habitants est Chamayots et Chamayotes.

## Géographie

### Communes limitrophes
|                   | Écueil     | Villers-aux-Nœuds |
| Écueil            | Chamery    | Sermiers          |
| Nanteuil-la-Forêt | Courtagnon |                   |

### Hydrographie

#### Réseau hydrographique
La commune est dans la région hydrographique « la Seine du confluent de l'Oise (inclus) à l'embouchure » au sein du bassin Seine-Normandie. Elle est drainée par le Rouillat, le cours d'eau 01 de la commune de Chamery et le Fossé du Vieux Chemin,.
Le Rouillat, d'une longueur de 11 km, prend sa source dans la commune  et se jette  dans la Vesle à Reims, après avoir traversé quatre communes. 

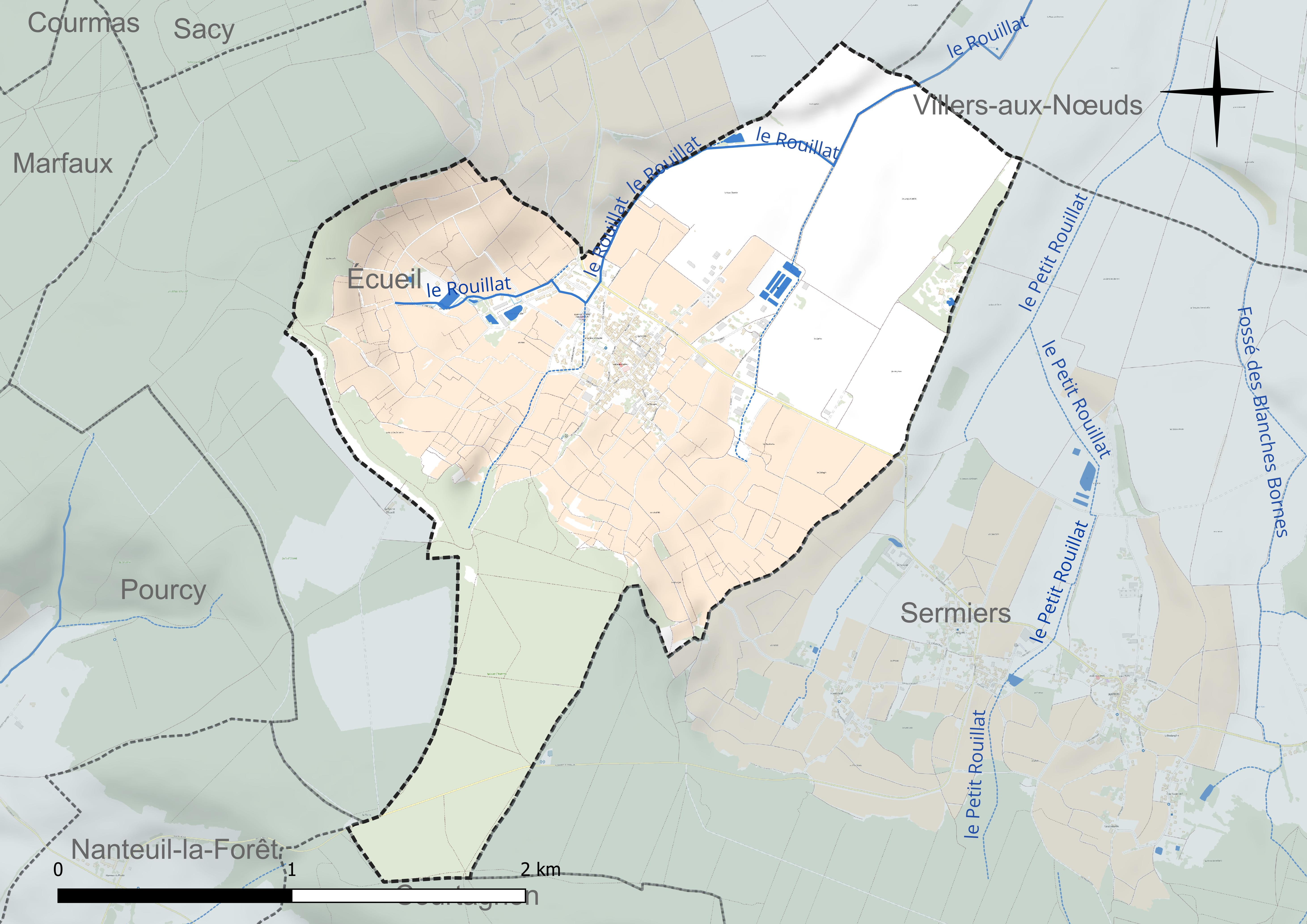
Réseau hydrographique de Chamery.

#### Gestion et qualité des eaux
Le territoire communal est couvert par le schéma d'aménagement et de gestion des eaux (SAGE) « Aisne Vesle Suippe ». Ce document de planification, dont le territoire s’étend sur 3 096 km2 répartis sur trois départements (Aisne, Marne et Ardennes) et deux régions (Champagne-Ardenne et Picardie), a été approuvé le 16 décembre 2013. La structure porteuse de l'élaboration et de la mise en œuvre est le Syndicat d’aménagement des bassins Aisne Vesle Suippe (SIABAVES). 
La qualité des cours d’eau peut être consultée sur un site dédié géré par les agences de l’eau et l’Agence française pour la biodiversité. 

### Climat
Pour des articles plus généraux, voir Climat du Grand Est et Climat de la Marne.
En 2010, le climat de la commune est de type climat océanique dégradé des plaines du Centre et du Nord, selon une étude du Centre national de la recherche scientifique s'appuyant sur une série de données couvrant la période 1971-2000. En 2020, Météo-France publie une typologie des climats de la France métropolitaine dans laquelle la commune est exposée à un climat océanique altéré et est dans la région climatique  Nord-est du bassin Parisien, caractérisée par un ensoleillement médiocre, une pluviométrie moyenne régulièrement répartie au cours de l’année et un hiver froid (3 °C). 
Pour la période 1971-2000, la température annuelle moyenne est de 10,6 °C, avec une amplitude thermique annuelle de 16 °C. Le cumul annuel moyen de précipitations est de 727 mm, avec 11,9 jours de précipitations en janvier et 8 jours en juillet. Pour la période 1991-2020, la température moyenne annuelle observée sur la station météorologique de Météo-France la plus proche, « Chambrecy-Civc », sur la commune de Chambrecy à 10 km à vol d'oiseau, est de 10,7 °C et le cumul annuel moyen de précipitations est de 734,0 mm. 
La température maximale relevée sur cette station est de 40,3 °C, atteinte le 25 juillet 2019 ; la température minimale est de −22,1 °C, atteinte le 17 janvier 1985,,. 
Les paramètres climatiques de la commune ont été estimés pour le milieu du siècle (2041-2070) selon différents scénarios d'émission de gaz à effet de serre à partir des nouvelles projections climatiques de référence DRIAS-2020. Ils sont consultables sur un site dédié publié par Météo-France en novembre 2022.

## Urbanisme

### Typologie
Au 1er janvier 2024, Chamery est catégorisée commune rurale à habitat dispersé, selon la nouvelle grille communale de densité à sept niveaux définie par l'Insee en 2022.
Elle est située hors unité urbaine. Par ailleurs la commune fait partie de l'aire d'attraction de Reims, dont elle est une commune de la couronne,. Cette aire, qui regroupe 294 communes, est catégorisée dans les aires de 200 000 à moins de 700 000 habitants,.

### Occupation des sols
L'occupation des sols de la commune, telle qu'elle ressort de la base de données européenne d’occupation biophysique des sols Corine Land Cover (CLC), est marquée par l'importance des territoires agricoles (72,5 % en 2018), en diminution par rapport à 1990 (76,7 %). La répartition détaillée en 2018 est la suivante : 
cultures permanentes (44,7 %), terres arables (27,8 %), forêts (22,6 %), zones urbanisées (5 %). L'évolution de l’occupation des sols de la commune et de ses infrastructures peut être observée sur les différentes représentations cartographiques du territoire : la carte de Cassini (XVIIIe siècle), la carte d'état-major (1820-1866) et les cartes ou photos aériennes de l'IGN pour la période actuelle (1950 à aujourd'hui).

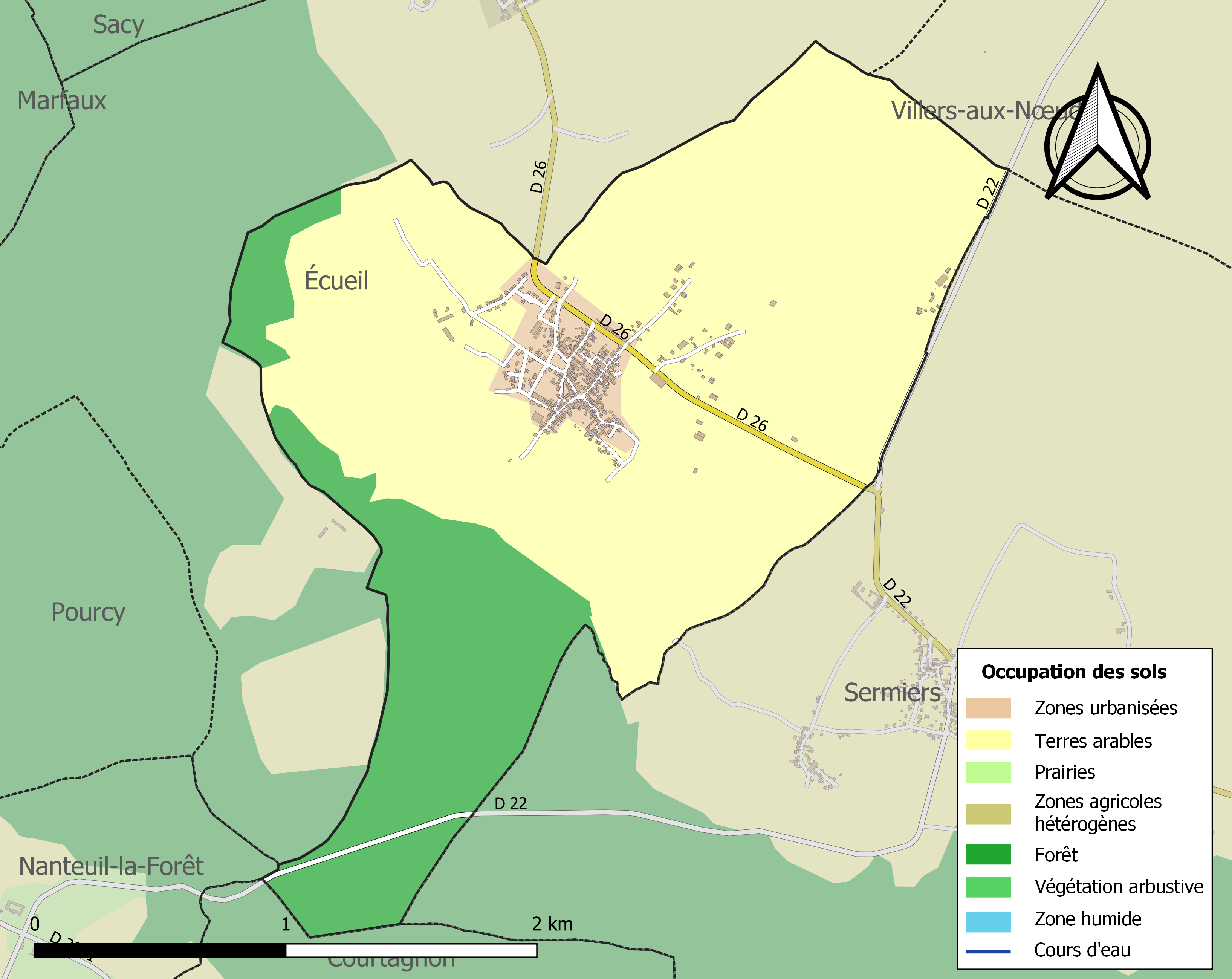
Carte des infrastructures et de l'occupation des sols de la commune en 2018 (CLC).

## Toponymie
Le nom de la localité est attesté sous les formes Camerai (vers 1067) ; Cameriacum (1074) ; Chamereium (1130) ; Chammeré (XIIe siècle) ; Chanmereium (1200) ; Chemery (1209) ; Chammeri (1219) ; Chammery (1270) ; Chanmeriacum (1303) ; Chanmeri (1303) ; Chameri (1303-1312) ; Chameriacum (1343) ; Chamereyum (1357) ; Chemmeri (1363) ; « Chammery en la Montaingne de Reins » (1384) ; Chanmery (1443).

Le nom du village tire son origine du nom d'un gallo-romain Camarius, plus le suffixe -acum.[réf. nécessaire]

## Histoire
Chamery fut érigée en paroisse en 1419.
Jusque 1788 les curés furent nommés par l’abbaye Saint-Martin d'Épernay, puis par l'abbaye Saint-Denis de Reims qui reprit la nomination pour une courte période, la Révolution française mettant un terme à ces prérogatives. Après le Concordat les évêques seuls nommèrent les curés.
Sous l'Ancien Régime de nombreux seigneurs ecclésiastiques se partageaient la seigneurie de Chamery. Le principal seigneur fut l'archevêque de Reims, suivi des abbayes de Saint-Remy de Reims, de Saint-Nicaise de Reims, du chapitre de la cathédrale de Reims, le prieur-curé était seigneur en partie lui aussi et enfin une toute petite seigneurie laïque qui appartint au XVIIIe siècle à la famille Lepoivre (vicomte de Chamery, au XVIIe siècle aux Godet et dans les siècles précédents à des familles de la noblesse champenoise de Châlons-en-Champagne.
La mairie est occupée par un maire en 1790 pour la première fois en la personne de Michel Maillart-Denizet, ce dernier remplace désormais les syndics institués par Louis XIV en 1702 pour être à la tête des communautés villageoises. Le dernier syndic de Chamery fut Ponce Lacuisse. Pendant la période révolutionnaire, Chamery fut chef-lieu de canton. Au XIXe siècle, on équipe la commune de fontaines d’eau potable, en 1907 c’est un lavoir qui est créé au bord de l’ancienne Gloye (mare communale) aujourd’hui disparue. En 1927 c’est le confort de l’électricité qui illumine le village.
Première Guerre mondiale

Le village a subi des destructions pendant la guerre et a  été décoré de la Croix de guerre 1914-1918, le 30 mai 1921

## Politique et administration

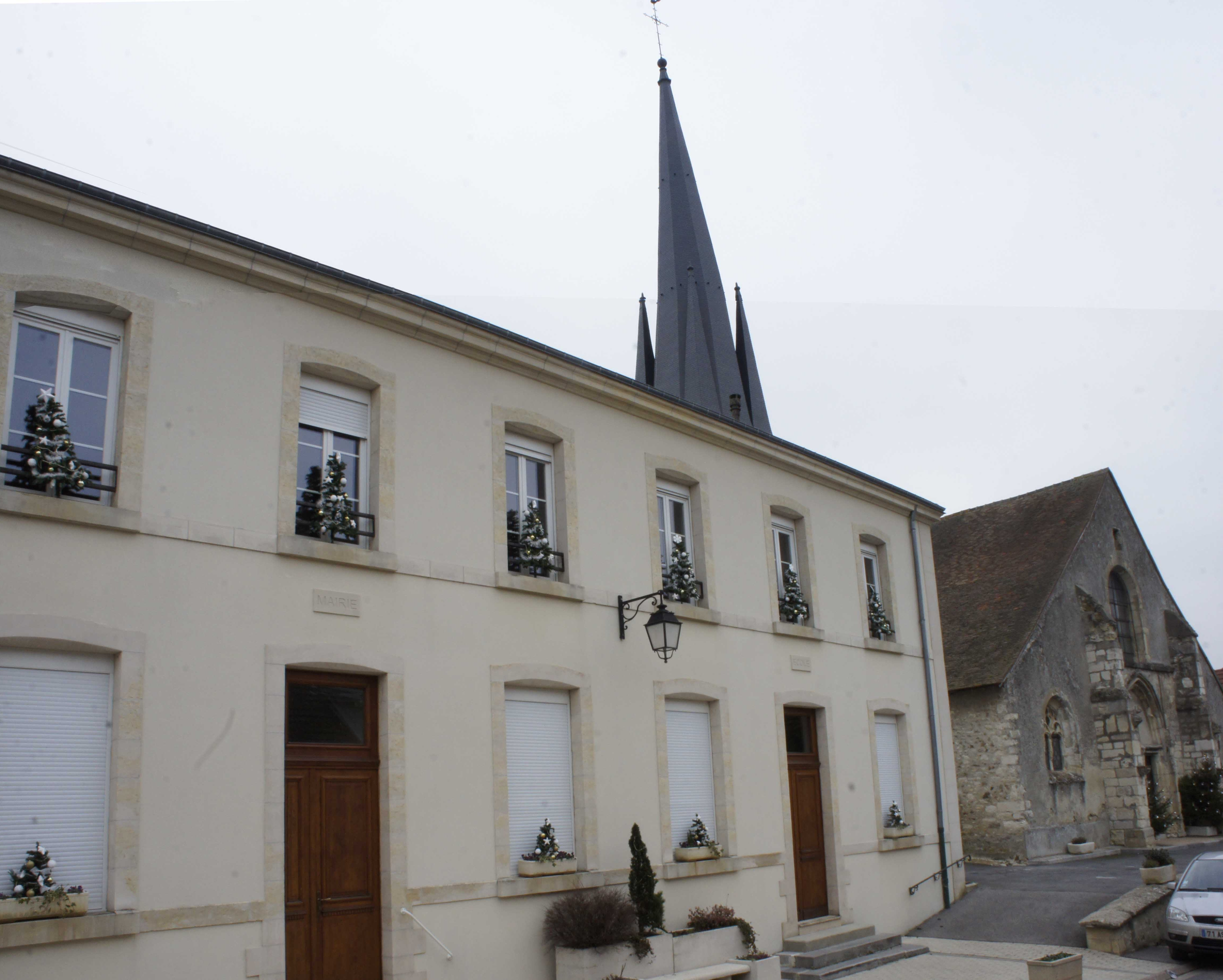
La mairie de Chamery.

### Rattachements administratifs et électoraux
La commune se trouve dans l'arrondissement de Reims du département de la Marne. Pour l'élection des députés, elle fait partie depuis 2012 de la troisième circonscription de la Marne.
Elle faisait partie depuis 1801 du canton de Verzy. Dans le cadre du redécoupage cantonal de 2014 en France, Chamery est désormais rattachée au canton de Fismes-Montagne de Reims.

### Intercommunalité
La commune avait adhéré à la communauté de communes Champagne Vesle qui avait été créée fin 2000.
Cette intercommunalité a fusionné avec ses voisines pour former, le 1er janvier 2017 la communauté urbaine du Grand Reims, dont la commune est désormais membre.

### Liste des maires
| Période | Période                       | Identité              | Étiquette | Qualité |
| ------- | ----------------------------- | --------------------- | --------- | --- |
| 1944    | 1959                          | Désiré Hima           |           | |
| 1959    | 1971                          | Pierre Perseval       |           | |
| 1971    | 1989                          | André Hima            |           | |
| 1989    | 1995                          | Jean Perseval         | DVD       | |
| 1995    | 2014                          | Philippe Feneuil      | UMP       | Viticulteur, Suppléant de Catherine Vautrin, députée (2002-2004) Député de la Marne (2e circ) (2004 → 2007) Conseiller régional (2004 → ?) Président du syndicat général des vignerons de la Champagne (SGVC) (1994 → 2004) |
| 2014    | En cours (au 22 janvier 2020) | Jean-Marie Allouchery |           | |

### Distinctions et labels
Le fleurissement : commencé dès 1995, la commune obtient sa première fleur au concours des villes et villages fleuris en 1998, puis l’année suivante en 1999 sa seconde fleur. C’est en 2001 que la commune est récompensée par une troisième fleur. En 2004 le village de Chamery se voit attribuer la quatrième fleur par un jury national.

## Population et société
Les habitants de la commune sont les Chamayots et les Chamayotes.

### Démographie
L'évolution du nombre d'habitants est connue à travers les recensements de la population effectués dans la commune depuis 1793. Pour les communes de moins de 10 000 habitants, une enquête de recensement portant sur toute la population est réalisée tous les cinq ans, les populations de référence des années intermédiaires étant quant à elles estimées par interpolation ou extrapolation. Pour la commune, le premier recensement exhaustif entrant dans le cadre du nouveau dispositif a été réalisé en 2007.

En 2022, la commune comptait 455 habitants, en évolution de +10,71 % par rapport à 2016 (Marne : −1,19 %, France hors Mayotte : +2,11 %).
| 1793 | 1800 | 1806 | 1821 | 1831 | 1836 | 1841 | 1846 | 1851 |
| ---- | ---- | ---- | ---- | ---- | ---- | ---- | ---- | ---- |
| 620  | 574  | 617  | 630  | 641  | 625  | 623  | 606  | 581  |

| 1856 | 1861 | 1866 | 1872 | 1876 | 1881 | 1886 | 1891 | 1896 |
| ---- | ---- | ---- | ---- | ---- | ---- | ---- | ---- | ---- |
| 537  | 529  | 532  | 471  | 473  | 469  | 527  | 527  | 507  |

| 1901 | 1906 | 1911 | 1921 | 1926 | 1931 | 1936 | 1946 | 1954 |
| ---- | ---- | ---- | ---- | ---- | ---- | ---- | ---- | ---- |
| 503  | 487  | 437  | 433  | 383  | 363  | 349  | 332  | 321  |

| 1962 | 1968 | 1975 | 1982 | 1990 | 1999 | 2006 | 2007 | 2012 |
| ---- | ---- | ---- | ---- | ---- | ---- | ---- | ---- | ---- |
| 345  | 362  | 365  | 394  | 383  | 400  | 392  | 391  | 384  |

| 2017 | 2022 | - | - | - | - | - | - | - |
| ---- | ---- | - | - | - | - | - | - | - |
| 416  | 455  | - | - | - | - | - | - | - |

### Enseignement
Les enfants de la commune sont scolarisés depuis 2021 au groupe scolaire d’Ecueil avec les enfants de six autres villages environnants : Courtagnon, Ecueil, Villedommange, Sacy et Sermiers, ainsi que Courmas depuis la rentrée 2023. Pour le secondaire, le collège de secteur est le collège Raymond-Sirot de Gueux et le lycée de secteur est le lycée Marc Chagall de Reims

### Santé
Pour la santé on peut faire appel aux cabinets médicaux de Rilly-la-Montagne, Pargny-lès-Reims ou Gueux, sur ces mêmes lieux se trouvent des pharmacies.

### Vie associative
L'association majeure de Chamery est « la jeunesse de Chamery ». La cohésion de ce village se fait grâce aux jeunes qui, en fin d'année, se rendent chez les habitants nourrissant ainsi le dialogue intergénérationnel[réf. nécessaire].

### Cultes
En ce qui concerne le culte catholique, le village dépend de la paroisse du Mont-Saint-Lié (presbytère à Ville-Dommange). Chamery conserva un presbytère et un curé en résidence jusque 1986, date du regroupement avec la paroisse alors de Ville-Dommange.

## Économie
Chamery est une commune de l'appellation Champagne. Au cœur de la Montagne de Reims, elle est traversée par la route touristique du Champagne. Le village possède 205 hectares de vignes pour 101 exploitants. Voici la répartition des cépages : 30 % chardonnay ; 41 % pinot meunier ; 29 % pinot noir.
Ainsi la principale activité économique reste la vigne. Les centres de pressurage sont la coopérative pour moitié et une bonne dizaine de pressoirs particuliers pour le reste.
Les commerces sont essentiellement ambulants, il faut noter un dépôt de pain du boulanger de Sacy, le matin sur le village[réf. nécessaire].

## Lieux et monuments

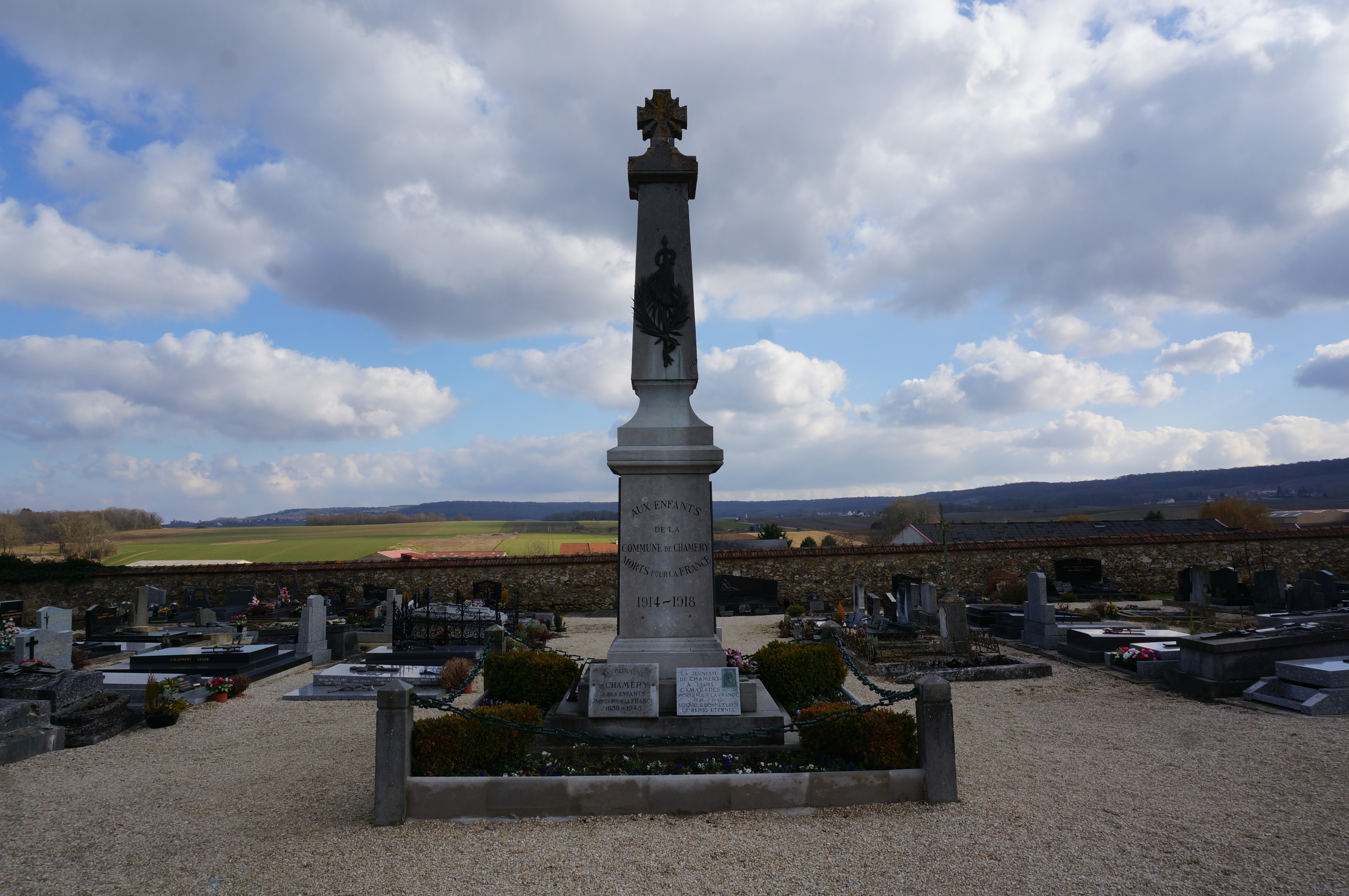
Le monument aux morts.

L'église Saint-Pierre-Saint-Paul de Chamery date pour les parties les plus anciennes du XIIe siècle et les plus récentes du XVIe siècle. Cependant l'église renferme des objets de siècles plus récents notamment des toiles du XVIIIe siècle et du XIXe siècle.
L’église possède également un très beau retable du XVe siècle et trois autels avec fleurs de lys de la même époque.
Le clocher mesure 57 mètres de haut, il est selon l'architecte des bâtiments de France, le plus haut du département de la Marne. Trois cloches ornent ce temple récemment rénové, elles se nomment Ponce Elisabeth, Poncette Marie et Jean-Baptiste Catherine et datent de 1819. Le clocher fut rénové en 2011 et a ainsi permis aux cloches de sonner à nouveau. La façade a été rénovée en 2015/16.
La mairie est l'œuvre de l'architecte Tortrat, de Reims (1851-1855).

## Personnalités liées à la commune

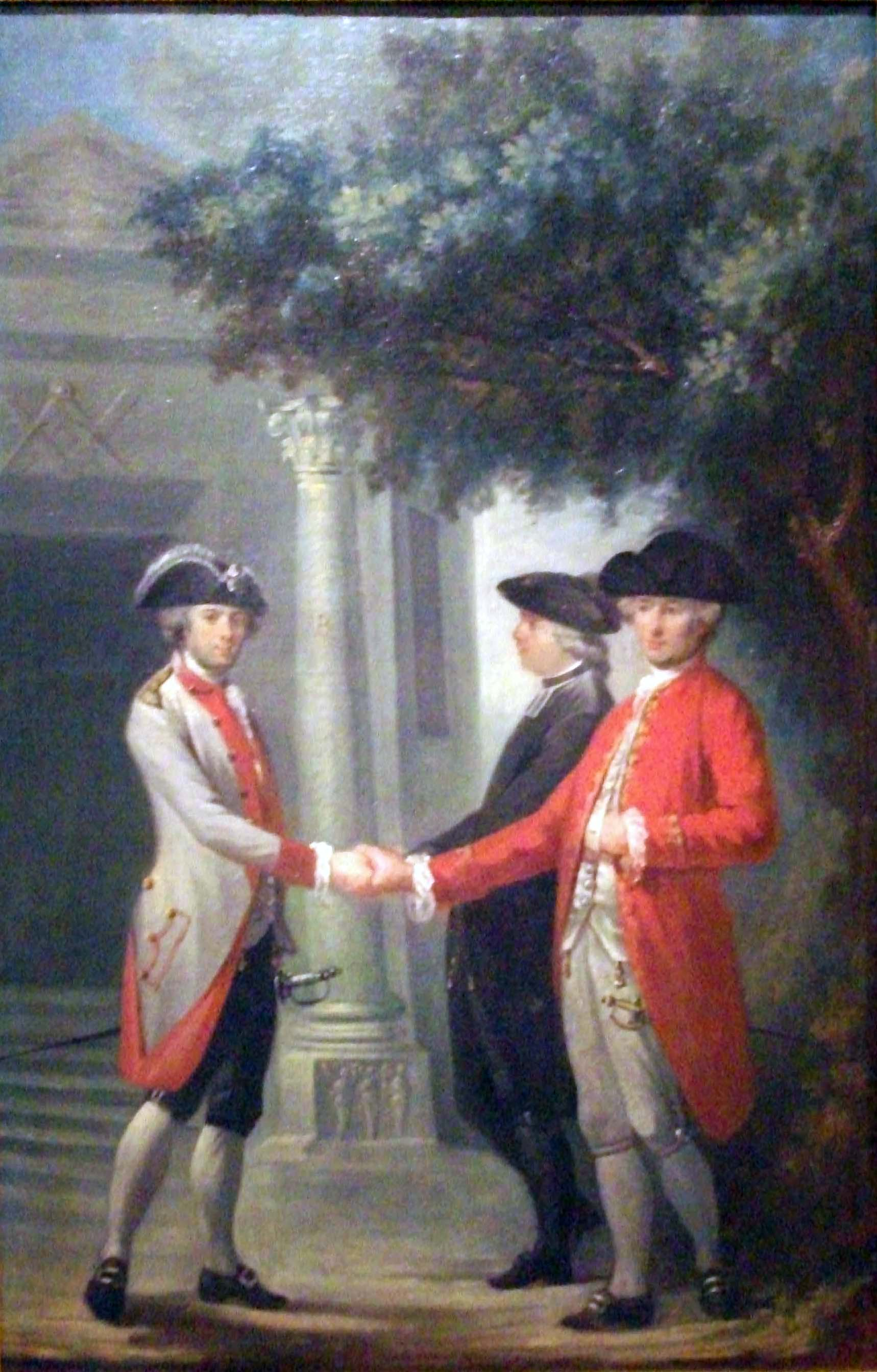
Nicolas Perseval, L'Union des trois ordres, c. 1789.

- Le peintre Nicolas Perseval, né en 1745 à Chamery, fit une carrière d'artiste-peintre régional et notamment à Reims où il meurt en 1837. Sa fille Marguerite Perseval, artiste-peintre elle aussi, se marie avec un notaire, maître Doyen, d’où naît le docteur Octave Doyen, maire de Reims de 1881 à 1884. Ce dernier est le père du docteur Eugène Doyen, médecin français qui a introduit le cinématographe dans la médecine. Marguerite Perseval épouse en secondes noces Jean-Hubert Rève, artiste-peintre, dont Chamery possède l'une des œuvres. Une rue de Reims porte le nom du peintre.
- Le docteur Jean-Baptiste Duguet : né en 1837 à Chamery, il commença ses études de médecine à Reims, puis se fit admettre comme externe des hôpitaux de Paris. Après une brillante carrière, membre de l’Académie de médecine en 1890, il devint son vice-président. Il meurt à 76 ans en 1914. Commandeur de la Légion d'honneur[36].
- Le général Georges Perseval (1920-2009) : né en 1920 à Chamery, Saint Cyrien, pilote de chasse pendant la Seconde Guerre mondiale aux côtés des Alliés. Commandant des forces aériennes françaises de l'Océan Indien en 1968. Le général de division aérienne Georges Perseval est commandeur de la Légion d'honneur et grand officier dans l'ordre national du Mérite.